# 瓦尔特·马伦多夫
瓦尔特·马伦多夫（德語：Walter Mahlendorf，1935年1月4日—），德国男子田径运动员，主攻短跑。他曾代表德国联队参加1960年夏季奥林匹克运动会田径比赛，获得男子4×100米接力金牌。